# Fitzalania
Fitzalania F. Muell. – rodzaj roślin z rodziny flaszowcowatych (Annonaceae Juss.). Według The Plant List w obrębie tego rodzaju znajdują się 2 gatunki. Występuje endemicznie w klimacie tropikalnym północno-wschodniej części Australii. Gatunkiem typowym jest F. heteropetala (F.Muell.) F.Muell.

## Morfologia
PokrójZimozielone krzewy.
LiścieNaprzemianległe, pojedyncze. Blaszka liściowa jest całobrzega.
KwiatyPromieniste, obupłciowe, pojedyncze, rozwijają się w kątach pędów lub rzadziej na ich szczytach. Mają 3 działki kielicha, są wolne lub nieco zrośnięte. Płatków jest 6, ułożonych w dwóch okółkach, są wolne i zagnieżdżone. Kwiaty mają liczne wolne pręciki. Zalążnia jest górna składająca się z 5–10 wolnych słupków.
OwoceZebrane w owoc zbiorowy. Są siedzące.

## Systematyka
Pozycja według APweb (aktualizowany system APG III z 2009)
Rodzaj wraz z całą rodziną flaszowcowatych w ramach rzędu magnoliowców wchodzi w skład jednej ze starszych linii rozwojowych okrytonasiennych określanych jako klad magnoliowych.
Lista gatunków
- Fitzalania bidwillii (Benth.) Jessup, Kessler & Mols
- Fitzalania heteropetala (F.Muell.) F.Muell.